# RBAC FC
RBAC F.C.（タイ語: สโมสรฟุตบอลอาร์แบค, 英語: RBAC Football Club）は、かつてあったタイ王国のバンコクをホームタウンとするサッカークラブである。BECテロ・サーサナFCリザーブチームであり、ラッタナ・バンディット大学のサッカークラブである。R-BECとして知られていた。2015年にラーチャブリーFC に合流した。

## 歴史
タイ・プレミアリーグにストック・エクスチェンジ・オブ・タイランドFC（タイ証券取引所 SET FC, Stock Exchange of Thailand FC）として参戦し、プレミアリーグ初年度の1996-97シーズンに準優勝した。レギュラーシーズンを4位で終え、上位4チームが参加するチャンピオンシップ・プレーオフに進出すると、準決勝で同1位のタイ・ファーマーズ・バンクFCに2-0で勝利して決勝戦に進出した。決勝では同3位のバンコク・バンクFCに0-2で敗れ、初代チャンピオンの座を逃した。
1997シーズンから2000シーズンはバンコク首都圏庁FC（バンコク都庁 BMA FC, Bangkok Metropolitan Administration FC）の名前で参戦した。1998シーズンは11位に終わり、ディヴィジョン1リーグ2位のAssumption School Sri Rachaとのプレーオフに回ったが、3-1で勝って残留を決めた。1998年の第14回ヤマハ・タイランド・カップは決勝でナコーンシータンマラートFCに勝って優勝した。
2001-02シーズンはBMA FCが資金不足でリーグから撤退したため、後を引き継ぐ形でラッタナ・バンディットFC（Rattana Bundit FC）として参戦した。12チーム中12位の最下位に終わり、ディヴィジョン1への降格が決まった。
2010シーズンはRBACミトラパープFC（RBAC Mittraphap FC）の名前で参戦した。16チーム中14位に沈み、ディヴィジョン2のラヨーンFCとのプレーオフに回ったが2戦合計スコア4-2で残留を決めた。
2011シーズンは18チーム中17位に終わり、ディヴィジョン2への降格が決まると、BECテロ・サーサナFCにリザーブチームとして引き継がれることになった。クラブ名はRBAC BECテロ・サーサナFCに変更された。トップチームからU-19タイ代表選手らが送り込まれた初年度の2012シーズンはバンコク地区リーグ3位になり、チャンピオンシップ進出をかけたプレーオフに進んだが、南部リーグ2位のパッターニーFCにPKで敗れた。
2014シーズンはRBAC FCの名前で参戦。同年2月、元K-1王者のブアカーオ・ポー.プラムックが加入した。ブアカーオは2013年にラッタナ・バンディット大学に入学して出場資格を得ていた。2015年にラーチャブリーFCに合流した。

## タイトル
- タイ・プレミアリーグ 準優勝 (1) : 1996-97
- ヤマハ・タイランド・カップ 優勝 (1) : 1998

## 過去の成績
| 年度    | 所属                         | 順位 | 試 | 点 | 勝 | 分 | 敗 | 得 | 失 | FAカップ  | リーグカップ | コー・ロイヤルカップ |
| ------- | ---------------------------- | ---- | -- | -- | -- | -- | -- | -- | -- | --------- | ------------ | -------------------- |
| 1996-97 | プレミア                     | 4位  | 34 | 60 | 17 | 9  | 8  | 59 | 31 |           |              |                      |
| 1997    | プレミア                     | 7位  | 22 | 29 | 8  | 5  | 9  | 22 | 21 |           |              |                      |
| 1998    | プレミア                     | 11位 | 22 | 20 | 4  | 8  | 10 | 30 | 37 |           |              |                      |
| 1999    | プレミア                     | 9位  | 22 | 26 | 7  | 5  | 10 | 24 | 28 |           |              |                      |
| 2000    | プレミア                     | 4位  | 22 | 35 | 9  | 8  | 5  | 39 | 29 |           |              |                      |
| 2001-02 | プレミア                     | 12位 | 22 | 18 | 3  | 9  | 10 | 10 | 24 |           |              |                      |
| 2007    | ディヴィジョン1 グループA    | 3位  | 22 | 31 | 8  | 7  | 7  | 37 | 27 |           |              |                      |
| 2008    | ディヴィジョン1              | 9位  | 30 | 40 | 10 | 10 | 10 | 46 | 48 |           |              |                      |
| 2009    | ディヴィジョン1              | 8位  | 30 | 41 | 11 | 8  | 11 | 58 | 56 | 3回戦     |              |                      |
| 2010    | ディヴィジョン1              | 14位 | 30 | 27 | 7  | 6  | 17 | 35 | 65 | 3回戦     | 3回戦        |                      |
| 2011    | ディヴィジョン1              | 17位 | 34 | 25 | 5  | 10 | 19 | 25 | 61 | 3回戦     | 予選1回戦    |                      |
| 2012    | ディヴィジョン2 バンコク地区 | 3位  | 34 | 65 | 19 | 8  | 7  | 72 | 34 | 2回戦     | 1回戦        |                      |
| 2013    | ディヴィジョン2 バンコク地区 | 10位 | 26 | 31 | 8  | 7  | 11 | 32 | 34 | 予選2回戦 | 1回戦        |                      |
| 2014    | ディヴィジョン2 バンコク地区 |      |    |    |    |    |    |    |    |           | 1回戦        |                      |

- 2002-03 ディヴィジョン1
- 2003-04 ディヴィジョン1
- 2004-05 ディヴィジョン1
- 2005-06 ディヴィジョン1

## 歴代所属選手
- ブアカーオ・ポー.プラムック 2014-

## 関連事項
- BECテロ・サーサナFC